# Abadía de Alcalá la Real
La abadía de Alcalá la Real fue una institución eclesiástica católica secular y territorial fundada por Alfonso XI el Justiciero en 1341, con jurisdicción espiritual y señorío sobre territorios recién conquistados por el mismo rey, que comprendían aproximadamente los actuales términos municipales y poblaciones de Alcalá la Real, Frailes, Castillo de Locubín, Priego de Córdoba y Carcabuey,  demarcaciones que no habían pertenecido a ningún obispado anteriormente. Más tarde, por bula de Julio III, en 1568 se le añadió en depósito Noalejo, territorio que venían disputándose el arzobispado de Granada y el obispado de Jaén. La abadía de Alcalá la Real perduró hasta 1851, cuando estas jurisdicciones se extinguieron por las estipulaciones del Concordato de 1851.

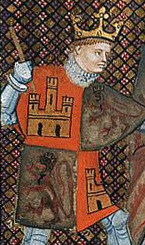
Representación de Alfonso XI de Castilla, fundador de la abadía de Alcalá la Real en una miniatura medieval (ca. 1410).

## Fundación
La fundación, llevada a cabo probablemente bajo asesoramiento del arzobispo de Toledo Gil Álvarez de Albornoz, se hizo por bula apostólica, bajo patronato real con territorio exento «vere nullius», es decir, totalmente independiente de cualquier obispado u otra autoridad distinta de la Corona, aunque sufragánea de la archidiócesis de Toledo por su carácter de primada de España y seguramente como pago de la ayuda prestada en la Reconquista por su arzobispo Gil de Albornoz, canciller y amigo del monarca fundador. Fue espiritualizada por el mismo Gil de Albornoz, que también era legado a látere y tenía concedidas facultades por Inocencio III.

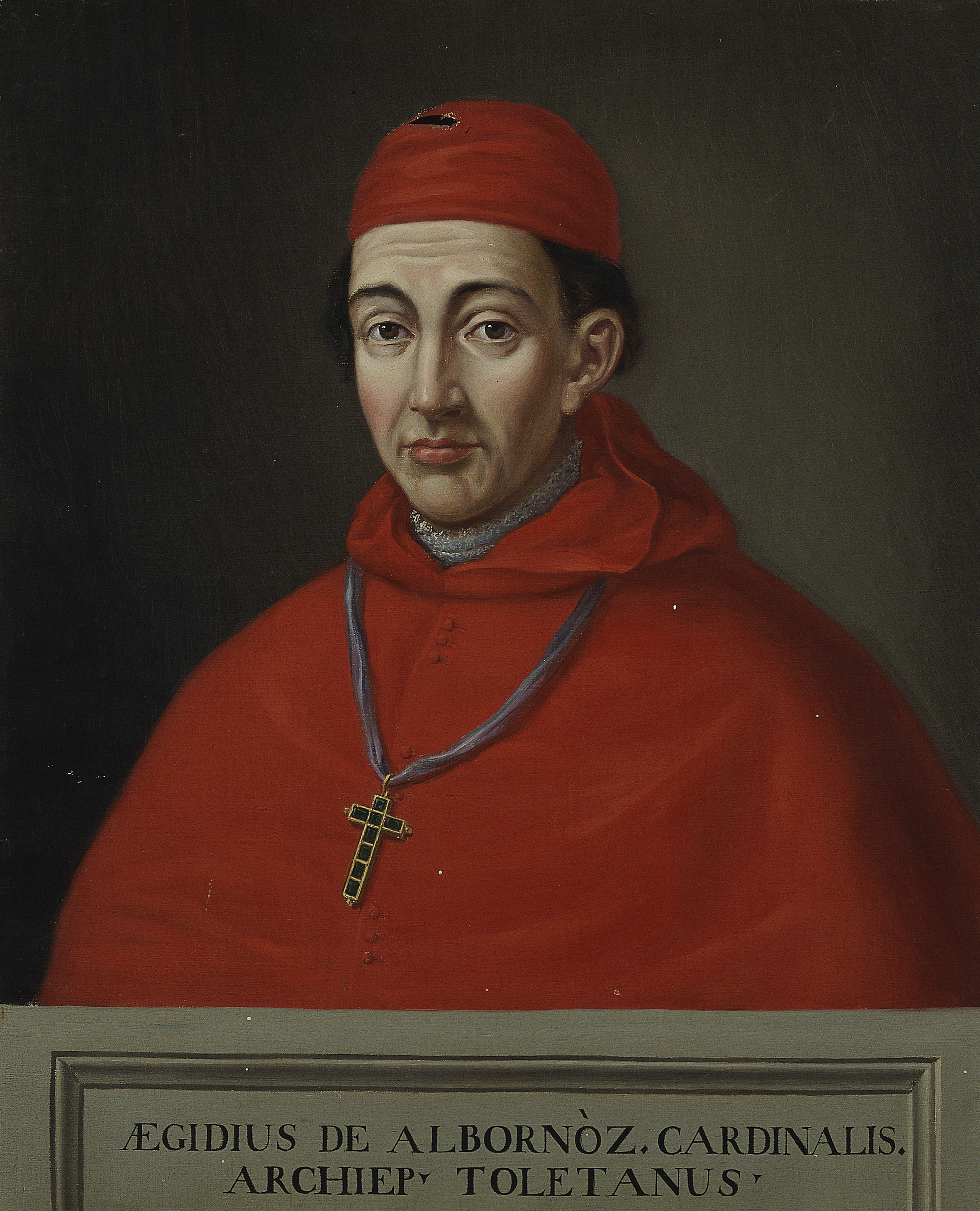
Retrato del arzobispo de Toledo Gil de Albornoz, canciller de Alfonso XI. Se supone que fue el primer abad de Alcalá la Real.

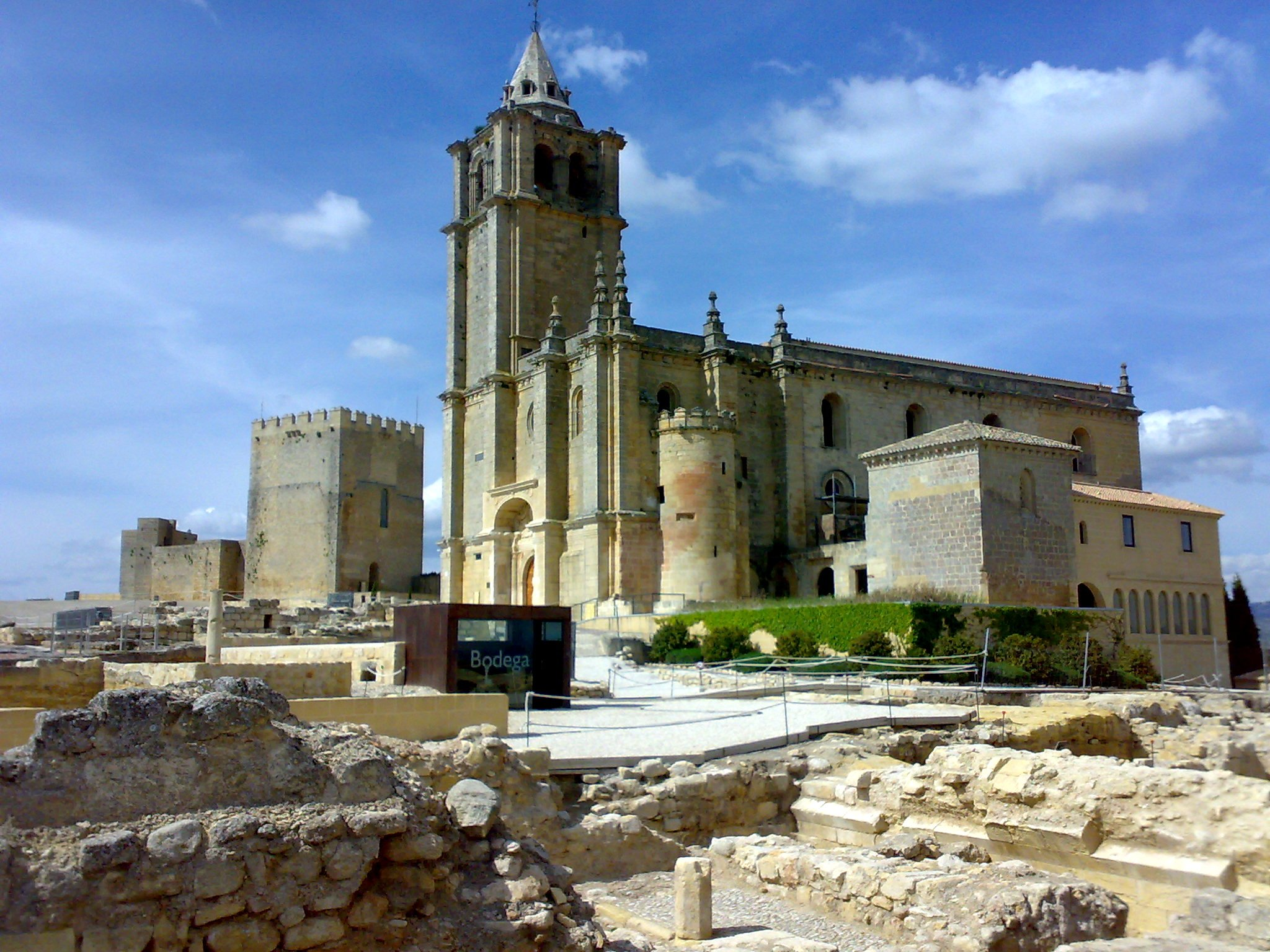
Castillo de La Mota e iglesia mayor abacial donde tuvo su sede la Abadía de Alcalá la Real.

## Sede
La sede se estableció en la iglesia de Santa María la Mayor o de la Asunción, fundada en la Fortaleza de La Mota al mismo tiempo que la Abadía. Se ha sugerido que la iglesia de Santo Domingo de Silos, también mandada construir por Alfonso XI y actualmente en ruinas,  debió de ser la primitiva iglesia mayor abacial durante los siglos xiv y xv.

## Clero abacial
Lo integraban sacerdotes seculares a cuya cabeza estaba el abad mayor perpetuo nombrado por el rey sin intervención papal, aunque la colación debía ser conferida por la autoridad religiosa correspondiente.

## Competencias y privilegios
Los abades de Alcalá la Real tenían las mismas competencias que los obispos, excepto capacidad para administrar los sacramentos del orden y de la confirmación si no estaban consagrados. Dotados con autoridad prácticamente episcopal, los abades de Alcalá podían usar indumentaria e insignias propias del obispo, como anillo, báculo, mitra y cruz pectoral. La Abadía tenía una serie de atribuciones entre las que se contaban: proponer candidatos para dotar dos capellanías en la Capilla Real de Granada; no pagar impuestos de lanzas; asistir a los concilios de Toledo, con voz y voto; nombrar cargos en su curia; convocar sínodos; votar en el Tribunal de la Fe de Córdoba en sentencias concernientes a los procesados bajo su jurisdicción; llevar vestiduras prelaticias ante el rey y otras prerrogativas. Carlos III  concedió el privilegio de que los abades de Alcalá siempre fueran obispos consagrados.

## Abades

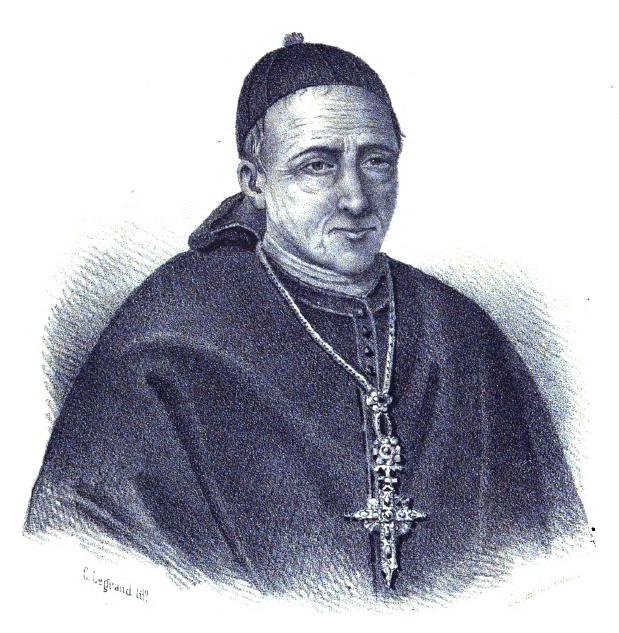
Antonio Sánchez Matas, obispo de La Paz (Bolivia) y último abad de Alcalá la Real.

A lo largo de los más de quinientos años que existió la Abadía estuvo regida por treinta y cinco abades identificados, contando a Gil de Albornoz como el primero, algunos de los cuales  ocuparon otros cargos de importancia, tanto antes como después de su mandato.

## Extinción
La Abadía de Alcalá la Real quedó extinguida en 1851 por las disposiciones del Concordato del mismo año que estipulaba el cese de las jurisdicciones privilegiadas y exentas. La administración apostólica quedó encomendada entonces al obispo de Jaén. Finalmente, tras la promulgación de la bula «Quae diversa»  de Pio IX el 14 de julio de 1873, los territorios que pertenecieron a la Abadía de Alcalá la Real fueron repartidos entre las diócesis de Jaén y Córdoba por decisión del arzobispo de Valladolid, cardenal Moreno, encargado de ejecutar la bula. El obispo de Jaén, futuro cardenal Monescillo, se resistió a la división al no querer perder la jurisdicción sobre el arciprestazgo de Priego.